# Eucalypteae
Eucalypteae — триба квіткових рослин родини миртових. В Австралії представники родів Angophora, Corymbia, Eucalyptus широко відомі як гумові дерева через клейку речовину, яка виділяється зі стовбура деяких видів. Станом на 2020 рік триба налічувало близько 860 видів, усі поширені в Південно-Східній Азії та Океанії, з головним центром різноманітності в Австралії.

## Роди
У трибі Eucalypteae сім родів:
- Allosyncarpia S.T.Blake (1 вид) – Австралія
- Angophora Cav. (14 видів) – Австралія
- Arillastrum Pancher ex Baill. (1 вид) – Нова Каледонія
- Corymbia K.D.Hill & L.A.S.Johnson (91 вид) – Океанія
- Eucalyptopsis C.T.White (2 види) – Індонезія, Нова Гвінея
- Eucalyptus L'Hér. (758 видів) – Південно-Східна Азія, Океанія
- Stockwellia D.J.Carr, S.G.M.Carr & B.Hyland (1 вид) – Австралія

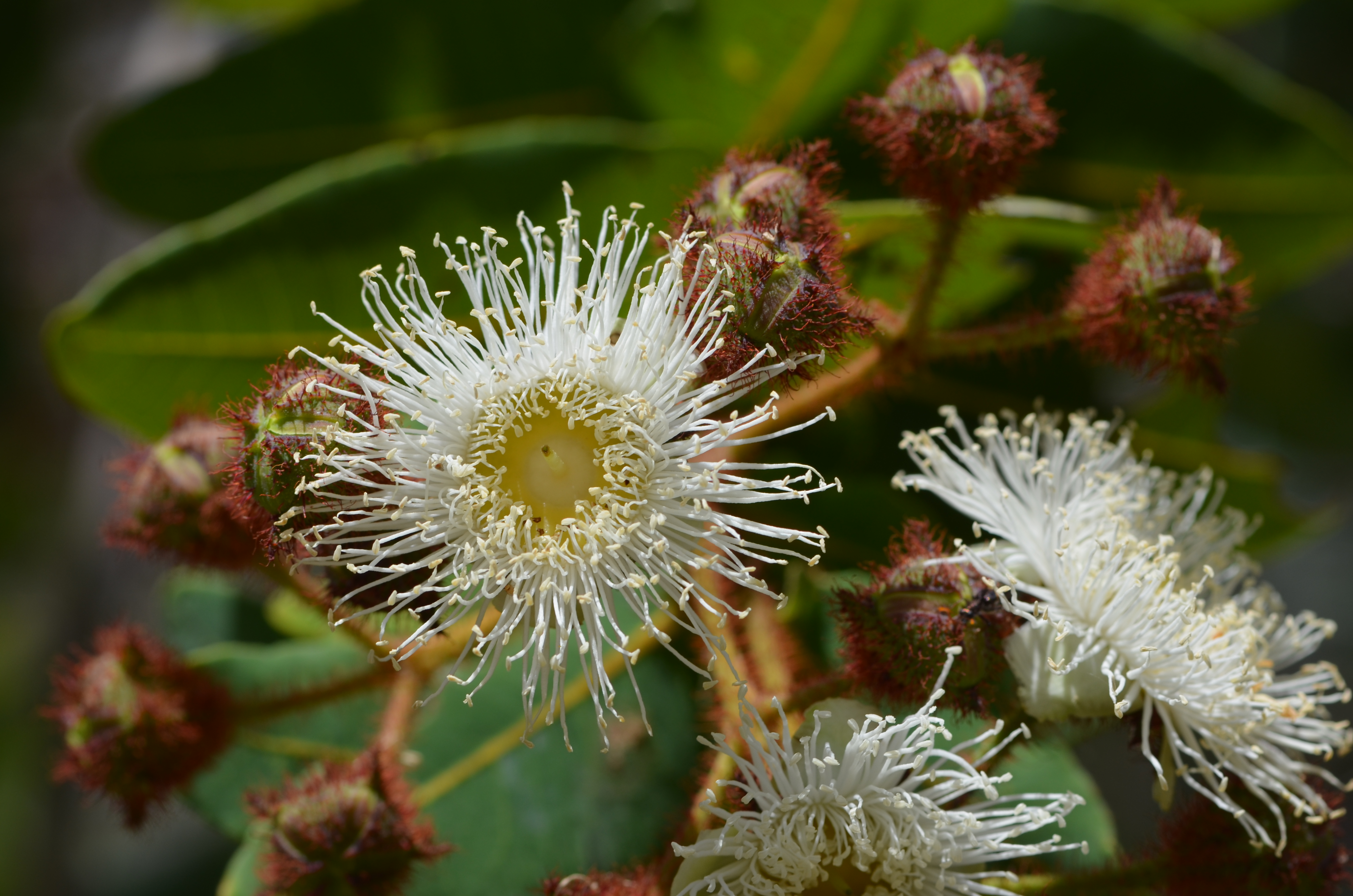
Angophora hispida
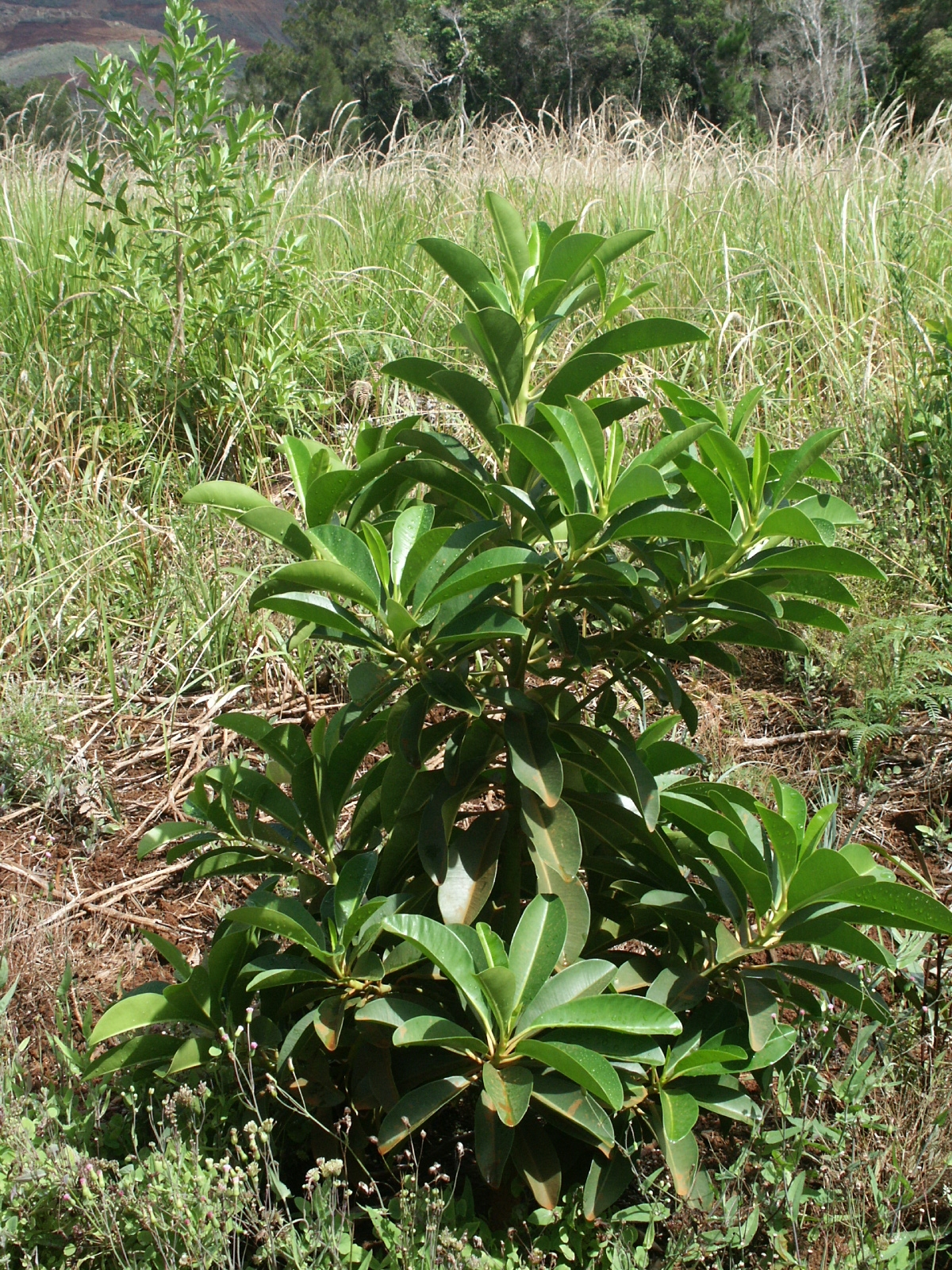
Arillastrum gummiferum
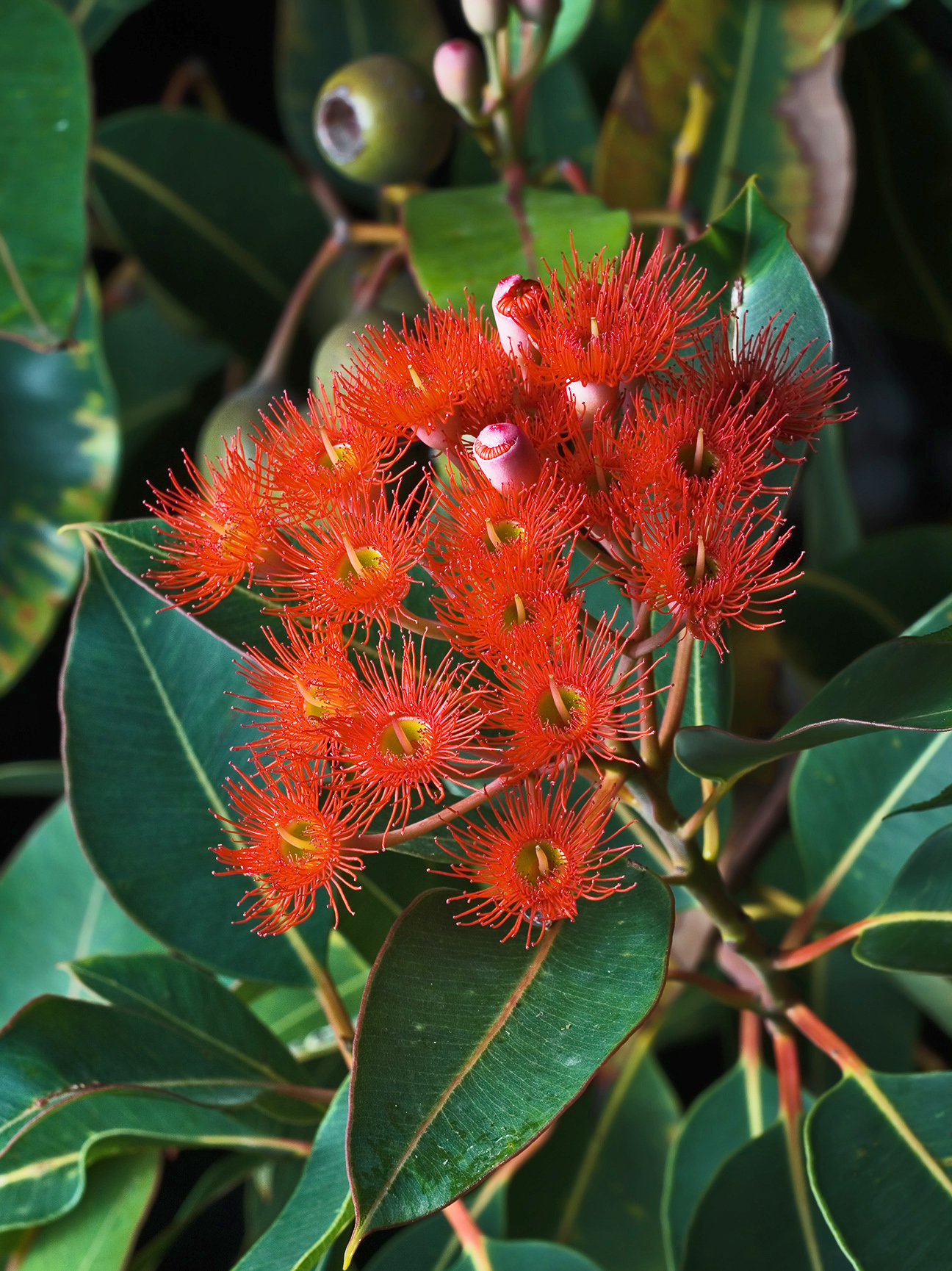
Corymbia ficifolia
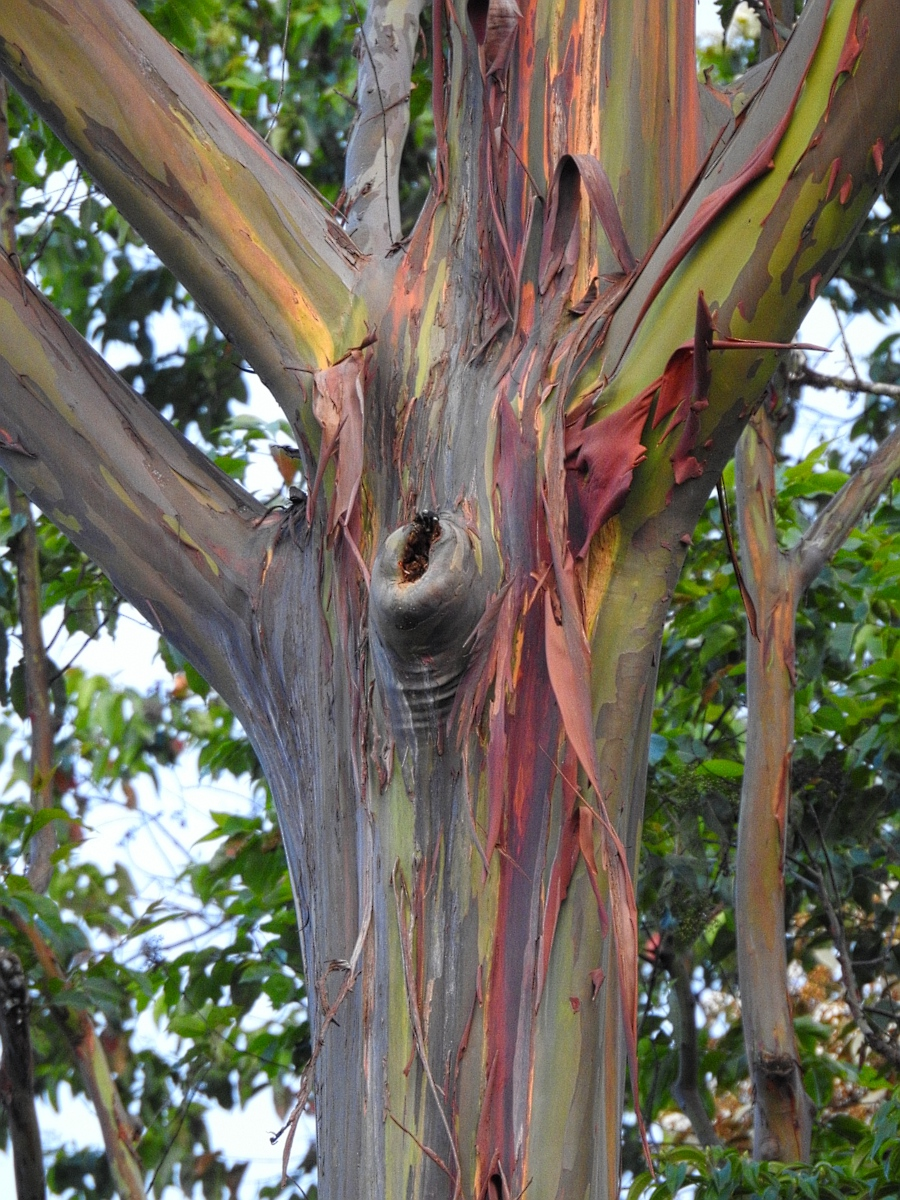
Eucalyptus deglupta